# Manfred Schnalke
Manfred Schnalke (* 9. März 1965) ist ein ehemaliger deutscher Fußballspieler.
Er begann seine Karriere beim FC Marbach und trainierte bereits 17-jährig mit der ersten Mannschaft. 1984 stieg er mit Marbach in die Oberliga Baden-Württemberg auf. Im Sommer 1989 wechselte Schnalke für 40.000 D-Mark Ablöse zum VfB Stuttgart. Sein erstes Profispiel bestritt er am 2. September 1989, als er bei der 2:4-Auswärtsniederlage bei Fortuna Düsseldorf zur Halbzeit eingewechselt wurde. Insgesamt kam er auf 19 Bundesligaspiele, in denen er ein Tor erzielte. 1991 wechselte Manfred Schnalke zum SV Waldhof Mannheim, für den er bis 1996 zu 107 Einsätzen in der 2. Bundesliga kam. Eine Knieverletzung sorgte dafür, dass er die Spielzeit 1996/97 komplett verpasste.
Nach dem Abstieg Mannheims wechselte Schnalke zum Regionalligaaufsteiger VfL Kirchheim/Teck, mit dem er allerdings nicht die Klasse halten konnte und in die Oberliga abstieg. 1999 wechselte er ligaintern für eine Saison zur SpVgg Ludwigsburg, bevor er sich vom höherklassigen Fußball verabschiedete.